# 4995 Griffin
4995 Griffin eller 1984 QR är en asteroid i huvudbältet som korsar planeten Mars omloppsbana. Den upptäcktes 28 augusti 1984 av den amerikanska astronomen Steven Roger Swanson vid Palomar-observatoriet. Den är uppkallad efter upptäckarens son, Griffin Swanson.